# Устройства для физического погружения в виртуальную реальность
Устройства для физического погружения в виртуальную реальность (англ. Devices for a Physical Immersion into Virtual Reality) – это технические решения взаимодействия с виртуальным миром, способные задействовать от 2-х чувств из 5 (зрение, слух, осязание и т.д.), а также имитировать ходьбу.
Помимо визуального изображения и звука такие устройства предусматривают тактильную связь (англ. haptic feedback - “обратная тактильная связь”), к которой может относиться положение человека в пространстве, симуляция вкуса, симуляция запаха и т.д.

## Типы обратной тактильной связи
Технология обратной тактильной связи довольно сложна реализации, на данный момент существует несколько решений, которые позволяют по-разному передавать различные чувства прикосновения, ощущения пространства и тому подобное.

### Вибротактильный фидбек
Наиболее изученный и самый распространённый на сегодняшний момент вид обратной тактильной связи, примером которого может служить геймпад с поддержкой вибрации, или вибрация мобильного телефона при принятии сообщения или поступившего звонка.

### Силовая обратная связь
Силовая обратная связь позволяет ощущать давление на руки или на тело. В качестве примера можно привести автосимуляторы с использованием руля, от которого при столкновениях чувствуется тактильная отдача.

### Ультразвук
Сложный и мало распространенный на рынке тип обратной связи. При помощи генерации звуков высокой частоты появляется возможность почувствовать форму, а также текстуру объекта.

### Термальная обратная связь
Создает возможность чувствовать тепло, холод, а также переход от холода к теплу и наоборот в виртуальной реальности.

### Электростимуляция
Электростимуляция представляет собой маленькие электрические импульсы, работающие, как правило на разной частоте, силе тока и амплитуде. В виртуальной реальности гораздо проще воспроизвести электростимуляцию, в отличие от имитации химической реакции. Под каждое ощущение можно настроить индивидуальный электрический сигнал – тем самым чувствовать попадание объекта в ту или иную часть тела, чувствовать прикосновения или даже погодные условия, вроде дождя.

## Проблемы существующих систем
В настоящий момент систем, позволяющих полностью погрузиться в виртуальную реальность, не существует. Современные решение можно назвать лишь системами частичного погружения в связи с существующими проблемами.

### Недостаточное стимулирование чувств человека
В большинстве решений стимулируется только 2 чувства из 5 – зрение и слух. Этого явно недостаточно для полного погружения в виртуальную реальность.

### Наличие проводов
Шлем виртуальной реальности обрабатывает огромное количество данных для принятия и отправки которых используются коммуникационные кабели. Зачастую коммуникационный кабель не позволяет почувствовать полную свободу в виртуальной реальности.

### Качество взаимодействия с виртуальным миром
Для взаимодействия с виртуальным миром используются контроллеры. Но для полноценного взаимодействия с объектами, для того, чтобы можно было почувствовать вес объекта, его текстуру, взять его в руку, повернуть требуются уже перчатки виртуальной реальности. Перчатки виртуальной реальности представляют собой систему захвата движений с целью отслеживания положения руки в трехмерном пространстве, отслеживания движений пальцев, отслеживания поворота руки относительно тела, а также мелкой моторики. В случае прикосновения к объекту включается механизм обратной связи. Осязание текстуры возможно реализовать при помощи электростимуляции. В случае с большим объектом, вроде осязания стены руками, задействуется имитация «вибротактильным фидбеком».

### Имитация ходьбы
При полном погружении в виртуальную реальность необходимо имитировать ходьбу. Одним из решений данной проблемы могут являться специальные устройства, позволяющие двигаться внутри них. Такие решения поддерживают тело человека и даже снимают усталость.

## Существующие проекты
Среди существующих довольно продолжительное время устройств физического погружения в виртуальную реальность можно выделить следующие:
- Cave – проект запущен 1992-м году и состоит в основном из огромных стереоскопических дисплеев по всей протяженности комнаты. В стены встроена акустика, а также система захвата движений.
- AlloSphere – представляет собой огромную стереоскопическую сферу, состоящую из большого количества стереоскопических дисплеев, встроенной системы захвата движений, акустикой и тому подобного.
- Teslasuit – представляет собой высокотехнологичный костюм для полного погружения в виртуальную реальность с поддержкой обратной тактильной связи. Он содержит в себе множество встроенных систем, таких как система захвата движений, система климат-контроля и даже система биометрического контроля. Кроме того, костюм является полностью беспроводным.
- VRealizer – концепт погружения в виртуальную реальность, предполагающий отсутствие экзоскелета. Уникальная система сервоприводов позволяет имитировать нагрузку на организм человека, работая как виртуальный тренажерный зал. Особое внимание к силовой обратной связи – один из главных принципов проекта.
- Microsoft Haptic Links – экспериментальный контроллер для виртуальной и дополненной реальностей. Контроллер следует держать в двух руках. С его помощь можно осуществлять как сложное действия – вроде игры на музыкальных инструментах, так и более простые, например, перенос грузов. По словам разработчиков, устройство «динамически изменяет силы, воспринимаемые руками пользователя, для воспроизведения различных двуручных объектов и действий».